# Papa Stefano IX
Stefano IX, o X secondo una diversa numerazione (nato Frederic Gozzelon de Lorraine, in tedesco Friedrich Gozzelon von Lothringen, o Federico Gozzelon dei duchi di Lorena; Ducato di Lorena, 1020 circa – Firenze, 29 marzo 1058), è stato il 154º papa della Chiesa cattolica dal 3 agosto 1057 alla sua morte. Fu il sesto papa tedesco della Chiesa cattolica.

## Biografia

### Origine familiare e carriera ecclesiastica
Nato Frederic Gozzelon, era figlio di Gozzelon di Lotaringia (duca della Bassa Lorena, duca dell'Alta Lorena, conte di Verdun, conte di Zutphen e marchese di Anversa). Aveva un fratello e due sorelle: suo fratello maggiore era Goffredo il Barbuto, duca dell'Alta Lorena, che, in qualità di marchese di Toscana (per via del suo matrimonio con Beatrice, vedova del marchese di Toscana Bonifacio di Canossa), svolse un ruolo importante nella politica dell'epoca. Le due sorelle erano Regelindis e Uda, sposate con i conti di Namur e di Lovanio.

Federico Gozzelon portava i nomi del padre e dello zio, il conte Frederic di Verdun, in seguito monaco presso lo zio Adalberone, prozio di Federico. Un altro prozio di Federico fu Adalberone di Reims.
Federico ebbe una veloce carriera ecclesiastica. Fu arcidiacono di Wazone di Liegi e del suo successore, Teoduino, fino al 1051, quando divenne Bibliotecharius, ovvero Cancelliere di papa Leone IX. Nel 1049, quando non aveva ancora trent'anni, fu elevato al cardinalato (cardinale diacono di Santa Maria in Domnica). Fu al fianco di Leone IX nella sfortunata spedizione contro i Normanni (battaglia di Civitate del 1053) e fu apocrisario a Costantinopoli durante gli episodi che produssero lo Scisma d'Oriente (1054). Il 23 maggio 1057 divenne abate di Montecassino per volere di papa Vittore II.

### L'elezione
Cinque giorni dopo la morte di Vittore II (che lo aveva nominato cardinale presbitero due settimane prima di morire) venne scelto per succedergli, nonostante Federico consigliasse caldamente altri degnissimi candidati (tra cui Giovanni Mincio dei Conti di Tuscolo, suo amico, che, meno di un anno dopo, gli succederà). Si diede il nome pontificale di "Stefano IX" in omaggio a San Stefano Papa, di cui ricorreva la festa, e ignorando Stefano eletto nella numerazione.

### Pontificato
Nel contesto della riforma dell'XI secolo, Stefano IX mostrò grande zelo nel rafforzare le politiche sul celibato ecclesiastico e pianificò grandi progetti per l'espulsione dei Normanni dall'Italia e per l'elevazione di suo fratello al trono imperiale, ma venne colpito da una grave malattia, dalla quale si riprese solo parzialmente e temporaneamente. Durante il suo pontificato conferma anche alcuni atti di papa Leone IX, tra cui i diritti e le proprietà dell'abate del monastero di Sansepolcro, in Alta Valle del Tevere.
Morì all'improvviso a Firenze il 29 marzo 1058; gli successe proprio Giovanni Mincio come Benedetto X (considerato però un antipapa).
Rimase l'ultimo papa tedesco fino all'elezione di papa Benedetto XVI, avvenuta nel 2005.
Secondo l'Enciclopedia Treccani, è Venerabile.

## Genealogia episcopale e successione apostolica
La genealogia episcopale è:
- Cardinale Umberto di Silva Candida
- Papa Stefano IX

La successione apostolica è:
- Cardinale Pier Damiani (1058)

## Ascendenza familiare
|                         |                          |                           | Genitori                  |  |  | Nonni |  |  | Bisnonni                |  |  | Trisnonni          |  |
|                         |                          |                           |                           |  |  |       |  |  | Gozlin, conte di Bidgau |  |  | Vigerico di Bidgau |  |
|                         |                          |                           |                           |  |  |       |  |  | Gozlin, conte di Bidgau |  |  | Vigerico di Bidgau |  |
|                         |                          | Cunigonda                 |                           |  |  |       |  |  | Gozlin, conte di Bidgau |  |  |                    |  |
| Goffredo I di Verdun    |                          |                           |                           |  |  |       |  |  | Gozlin, conte di Bidgau |  |  |                    |  |
|                         |                          | Oda di Metz               | Conte Gerardo di Metz     |  |  |       |  |  |                         |  |  |                    |  |
|                         |                          | Oda di Metz               | Conte Gerardo di Metz     |  |  |       |  |  |                         |  |  |                    |  |
|                         |                          | Oda di Metz               | Oda di Sassonia           |  |  |       |  |  |                         |  |  |                    |  |
| Gothelo I di Lorena     |                          | Oda di Metz               |                           |  |  |       |  |  |                         |  |  |                    |  |
|                         |                          | Ermanno di Sassonia       | Conte Billung di Sassonia |  |  |       |  |  |                         |  |  |                    |  |
|                         |                          | Ermanno di Sassonia       | Conte Billung di Sassonia |  |  |       |  |  |                         |  |  |                    |  |
|                         |                          | Ermanno di Sassonia       | Ermengarda di Nantes      |  |  |       |  |  |                         |  |  |                    |  |
| Matilde di Sassonia     |                          | Ermanno di Sassonia       |                           |  |  |       |  |  |                         |  |  |                    |  |
|                         |                          | Ildegarda di Westerburg   | Lotario II di Walbeck     |  |  |       |  |  |                         |  |  |                    |  |
|                         |                          | Ildegarda di Westerburg   | Lotario II di Walbeck     |  |  |       |  |  |                         |  |  |                    |  |
|                         |                          | Ildegarda di Westerburg   | Swanhilde van Hamaland    |  |  |       |  |  |                         |  |  |                    |  |
| Papa Stefano IX         |                          | Ildegarda di Westerburg   |                           |  |  |       |  |  |                         |  |  |                    |  |
|                         | Eberardo III di Lebarten | Eberardo II di Lebarten   |                           |  |  |       |  |  |                         |  |  |                    |  |
|                         | Eberardo III di Lebarten | Eberardo II di Lebarten   |                           |  |  |       |  |  |                         |  |  |                    |  |
|                         | Eberardo III di Lebarten | Amalgarde von Rhingelheim |                           |  |  |       |  |  |                         |  |  |                    |  |
| Ottone III di Lebarten  | Eberardo III di Lebarten |                           |                           |  |  |       |  |  |                         |  |  |                    |  |
|                         |                          | Demoiselle di Eislz       |                           |  |  |       |  |  |                         |  |  |                    |  |
|                         |                          |                           |                           |  |  |       |  |  |                         |  |  |                    |  |
|                         |                          |                           |                           |  |  |       |  |  |                         |  |  |                    |  |
| Barbe di Lebarten       |                          |                           |                           |  |  |       |  |  |                         |  |  |                    |  |
|                         |                          | Ottone di Linselstein     | Enrico I di Vogelaar      |  |  |       |  |  |                         |  |  |                    |  |
|                         |                          | Ottone di Linselstein     | Enrico I di Vogelaar      |  |  |       |  |  |                         |  |  |                    |  |
|                         |                          | Ottone di Linselstein     | Matilde di Ringelheim     |  |  |       |  |  |                         |  |  |                    |  |
| Lukharde di Linselstein |                          | Ottone di Linselstein     |                           |  |  |       |  |  |                         |  |  |                    |  |
|                         |                          | Eadgyth di Wessex         | Edoardo, Re del Wessex    |  |  |       |  |  |                         |  |  |                    |  |
|                         |                          | Eadgyth di Wessex         | Edoardo, Re del Wessex    |  |  |       |  |  |                         |  |  |                    |  |
|                         |                          | Eadgyth di Wessex         | Ælfflæd                   |  |  |       |  |  |                         |  |  |                    |  |
|                         |                          | Eadgyth di Wessex         |                           |  |  |       |  |  |                         |  |  |                    |  |